# Jakabszállás
Jakabszállás is een plaats (község) en gemeente in het Hongaarse comitaat Bács-Kiskun. Jakabszállás telt 2639 inwoners (2007).

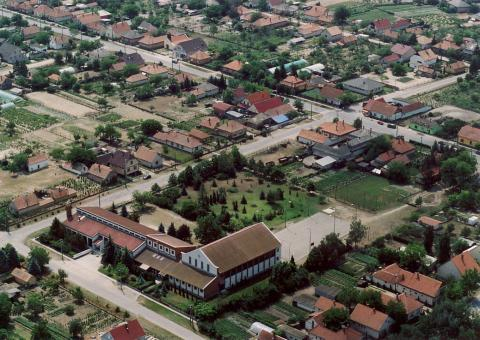
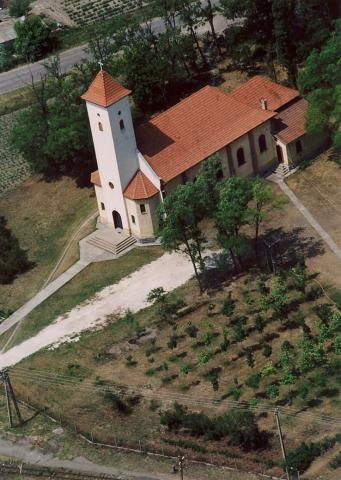